# Lesišćina
Lesišćina – wieś w Chorwacji, w żupanii istryjskiej, w gminie Lupoglav. W 2011 roku liczyła 75 mieszkańców.